# Сім годин до загибелі
«Сім годин до загибелі» (рос. «Семь часов до гибели») — радянський художній фільм, поставлений на кіностудії «Ленфільм» у 1983 році режисером Анатолієм Вехотко. Прем'єра фільму в СРСР відбулася 25 липня 1983 року.

## Сюжет
Після поїздки в рідне село хірург Шульгін задумався про повернення додому. Він працює в пароплавстві на Півночі. Чесний, принциповий лікар, але вважає, що в його віці — після сорока — можна було досягти набагато більшого. Під час його чергування надійшов виклик з військового корабля, де зазнав тяжкої травми матрос Корольов. Вертоліт, яким вони мали забрати пацієнта, через погану погоду ледве впорався із завданням. Шульгіну довелося зістрибнути вниз на палубу корабля в розтягнутий командою тент. Складна операція з величезними труднощами пройшла успішно. Хворий вижив, хоча шанси на порятунок були мінімальні. Шульгін спочатку відмовився від операції, але маючи вибір: жити чи не жити пацієнтові, зробив усе, що міг, і знайшов віру в себе як лікаря.

## У ролях
- Євген Жариков —  Олексій Шульгін
- Наталія Гвоздікова —  Ірина Шульгіна
- Леонід Марков —  Нечаєв
- Юрій Демич —  Гаркуша
- Олександр Збруєв —  Кусаков
- Герберт Дмитрієв —  Петрищев

## Знімальна група
- Автор сценарію — Володимир Акімов
- Режисер-постановник — Анатолій Вехотко
- Оператор-постановник — Семен Іванов
- Художник-постановник — Володимир Костін
- Композитор — Ігор Цвєтков